# Ludwig Hecke (Pädagoge)
Ludwig Hecke (* 12. Februar 1957 in Hannover) ist ein deutscher Pädagoge und ehemaliger Ministerialbeamter. Er war von 2010 bis 2017 Staatssekretär im Ministerium für Schule und Weiterbildung des Landes Nordrhein-Westfalen.

## Leben
Nach dem Abitur 1976 am Kaiser-Wilhelm-Gymnasium in Hannover studierte Hecke von 1976 bis 1979 und von 1981 bis 1983 Pädagogik und Sozialpädagogik an den Universitäten in Osnabrück und Frankfurt am Main. Sein Studium beendete er mit den Prüfungen als Sozial- und Diplom-Pädagoge.
Hecke arbeitete von 1979 bis 1981 als Jugendbildungsreferent beim Bund der Deutschen Katholischen Jugend (BDKJ) in Bremen und fungierte von 1983 bis 1990 als Landesgeschäftsführer des BDKJ Niedersachsen. Er war von 1991 bis 1993 Referent für Kindertageseinrichtungen im Niedersächsischen Kultusministerium, von 1993 bis 1999 Dezernatsleiter für Kindertageseinrichtungen im Niedersächsischen Landesjugendamt, von 1999 bis 2000 stellvertretender Referatsleiter für Jugendarbeit und Jugendsozialarbeit im Niedersächsischen Kultusministerium und von 2000 bis 2005 Dezernent für Kindertageseinrichtungen, Hilfen zur Erziehung und Übergeordnete Aufgaben im Niedersächsischen Landesjugendamt. 2006 wurde er als Dezernatsleiter für Kindertageseinrichtungen in die Niedersächsische Landesschulbehörde bestellt. Ein Jahr darauf kehrte er als Referent für Kindertageseinrichtungen zurück ins Niedersächsische Kultusministerium. Von 2007 bis 2010 war Hecke Stadtrat und Dezernent für Jugend, Schule und Ordnung der Stadt Göttingen.
Am 16. Juli 2010 wurde er von Ministerpräsidentin Hannelore Kraft zum Staatssekretär im Ministerium für Schule und Weiterbildung des Landes Nordrhein-Westfalen ernannt. Ende Juni 2017 schied er aus dem Amt.
Er ist Mitglied von Bündnis 90/Die Grünen.
Ludwig Hecke ist verheiratet und hat vier Töchter.